# Gymnastes catagraphus
Gymnastes catagraphus är en tvåvingeart som beskrevs av Alexander 1929. Gymnastes catagraphus ingår i släktet Gymnastes och familjen småharkrankar. Inga underarter finns listade i Catalogue of Life.